# Gaillon
Gaillon è un comune francese di 7 406 abitanti situato nel dipartimento dell'Eure nella regione della Normandia.

## Monumenti e luoghi d'interesse
- Castello di Gaillon

## Società

### Evoluzione demografica
Abitanti censiti

## Amministrazione

### Gemellaggi
- Sarstedt, Germania